# 손준용
손준용(1996년 6월 10일 ~)은 대한민국의 가수다. 2022년 싱글 《My Butterfly》로 데뷔했다.

## 방송
- 청춘스타 (2022) - Top108

## 음반
- My Butterfly (2022)

## 작사/작곡
- 손준용 <My Butterfly> (2022)

## 피처링
- 박찬희 <내 생각> (2021)
- 수이 <그대에 젖어있다> (2022)